# حمزة السقاف
حمزة محسن علوي شيخان السقاف (1943 -) هو صحفي إذاعي ومحلل سياسي يمني.

## حمزة السقاف في سطور
ولد بالمكلا - حضرموت من الجمهورية اليمنية سنة 1943 م
تلقى تعليمه الأولى بالمدرسة الأهلية بالمكلا
تخرج من معهد إعداد النظار البريطاني بالسودان سنة 1962 م
هاجر إلى مصر سنة 1966 م
تلقى دورات بمعهد الإرشاد القومي ومعهد الإذاعة بالقاهرة
حصل على ليسانس الآداب قسم الصحافة من كلية الآداب جامعة القاهرة سنة 1972 م (حالياً كلية الإعلام بجامعة القاهرة)
عمل على مدى العقود الخمسة الأخيرة في مجال الصحافة المكتوبة والمسموعة والمرئية في كل من اليمن ومصرو ليبيا والمملكة العربية السعودية
أعتزل العمل الصحفي في عام 2013 بعد خمسين عاماً من العمل المتواصل
متزوج من مصر وله أربعة أبناء «أحمد - وسام - يامن - أدهم» وخمسة أحفاد «دنيا - حمزة - دارين - محسن - مريم»

## النشأة والانطلاقة من بيت علم
نشأ حمزة السقاف في بيئة علمية فوالده محسن السقاف وعمه محمد السقاف من خريجي مدرسة الدباغ في المكلا، التي كانت تعتمد منهجاً تعليمياً عراقياً/ مصرياً، ومن قامات جيل والده وعمه: المؤرخ الشيخ سعيد عوض باوزير والأستاذ حسين بن محمد البار الصحفي والشاعر المعروف والشيخ عمر محمد باحشوان ناظر المعارف في الدولة القعيطية بحضرموت.

## المدرسة الأهلية
تلقى حمزة محسن السقاف دراسته في المدرسة الأهلية بالمكلا التي أسسها والده محسن علوي شيخان السقاف وعمه محمد، اللذان تلقيا دورة للتأهيل على يد الشيخ القدال، أحد رواد المعارف في السلطنة القعيطية. وكان خريج المدرسة شمولي المعرفة والاهتمامات، وكانت السلطات المصرية تعتمد شهادة المدرسة الأهلية. حظيت المدرسة بتعاطف نسبي من الدولة وخاصة خلال الفترة التي تولى فيها الأستاذ محمد عبد القادر بافقيه نظارة المعارف في السلطنة القعيطية وكان أول وزير للتربية بعد الاستقلال، ومن خريجي المدرسة الأهلية: حمزة السقاف وشقيقه د. عباس والأستاذ محمد سالم باشريف والأستاذ حسين محمد بن الشيخ أبوبكر مساعد وزير السلطنة القعيطية والشيخ محمد محفوظ باني والشيخ علي سعيد بكير والدكتور عبد الرب إدريس وغيرهم.

## والده
كان والده محسن السقاف (1920 - 2002) هو معلمه الأول حيث كانت مكتبة والده الخاصة والتي تضم آلاف الكتب والجرائد والمجلات هي النافذة التي أطلع منها على العالم، كما كان والده يحرص على إمداده بجميع الإصدارات الحديثة من دور النشر العربية بالقاهرة وبيروت.
و في تلك الفترة بدأ حمزة السقاف بكتابة المقالات السياسية في عدد من الصحف المحلية، كما نظم الشعر وكانت له محاولات في كتابة القصة القصيرة.

## إلى السودان
انتقل حمزة السقاف بعد ذلك إلى السودان حيث درس في المعهد البريطاني لإعداد النظار في بخت الرضا بالدويم ليعود بعدها إلى حضرموت ويتولى المشاركة في إدارة المدرسة الأهلية التي أسسها والده وعمه.و شهدت تلك الفترة نشاطاً متميزاً للمدرسة حيث قام الطلبة والخريجين بتمثيل عدد من المسرحيات العالمية.

## نقابة المعلمين
شهد شهر نوفمبر 1966م صراعاً حاداً في صفوف نقابة المعلمين بالمكلا، حيث وقف حمزة السقاف في صف المستقلين داخل النقابة وكان أميناً عاماً لها، فيما تزعم فيصل العطاس جناح الجبهة القومية، وكانت الساحة ساخنة.
و في محاولة لإبعاد حمزة السقاف عن البلاد تلقى عرضاً بترشيحه لدورة تدريبية في الإرشاد الزراعي في مصر عن طريق المجلس البلدي المحلي المنتخب، تردد السقاف في بادئ الأمر، إلا أن الشيخ سالم عبد الله بامطرف، رئيس المجلس البلدي الذي سبق له السفر إلى القاهرة أقنعه بضرورة القبول، وكأن سفره سينقذ النقابة من براثن ذلك الصراع الذي حسم بإغلاق مقر النقابة بالشمع الأحمر وبالتالي أنقذت تلك الدورة الوضع الذي هدأ وتراجع بسفر السقاف إلى القاهرة.

## الرحيل إلى مصر
وصل حمزة السقاف إلى القاهرة مع الربع الأخير من عام 1966 م ولم تتوفر الرغبة لديه في الإرشاد الزراعي، وتم تغيير الدورة إلى الإرشاد القومي، وتأهل السقاف في دورة الإرشاد القومي وحصل بعد ذلك على دورة أخرى في معهد الإذاعة مع زملاء عرب آخرين يكبرونه سناً، وكان من ضمن المحاضرين الأساتذة محمد محمود شعبان (بابا شارو) وعبد الحميد الحديدي، أحد مؤسسي إذاعة القاهرة في الثلاثينات من القرن الماضي، والدكتور إبراهيم إمام وأحمد سعيد، مدير إذاعة صوت العرب، وكان السقاف دائم الجدل مع أحمد سعيد وجنى فائدة من وراء ذلك.

## صوت العرب
كان حمزة السقاف يتدرب في إذاعة الشعب (وهي إذاعة إقليمية) على يد الإعلامي المعروف الأستاذ فاروق خورشيد أستاذه الأول، إلا أن الأستاذ الكبير أحمد سعيد التقطه من بين المتدربين في معهد الإذاعة، وكان السقاف يساهم في تقديم نشرات رسائل العواصم العربية من إذاعة صوت العرب وبناء على رغبة الأستاذ أحمد سعيد، عمل حمزة السقاف في إذاعة «صوت العرب» مع أساتذة كبار بحجم محمد عروق وسعد غزال وسعد زغلول نصار ومحمد أبو الفتوح، وتواصل عمل حمزة السقاف مع «صوت العرب» لمدة 7 سنوات كان يقدم خلالها (حديث الشعب) مرتين أسبوعياً وكان موجها إلى منطقة الجنوب العربي قبل استقلالها عن بريطانيا، وعبر برنامج يذاع واسمه (الجنوب الثائر) إلى جانب برنامج (الخليج العربي)، وبعد الاستقلال تحول البرنامجان إلى برنامج (جزيرة العرب) الذي ساهم السقاف في تقديم مواده.

## الصراع في اليمن الجنوبي
ومن الأوقات الحرجة كانت فترة الصراع المرير بين الجبهة القومية وجبهة التحرير باليمن الجنوبي، وانتهج السقاف خطاً محايداً يتوخى الصالح الوطني بلم الشمل، وعندما تفجرت الأوضاع بدخول البلاد حرباً أهلية، ناشد السقاف في بيان من صوت العرب الجبهتين بتوخي الحكمة وعدم إتاحة الفرصة للعدو لاختراق الصفوف.
و قد سبق فترة الصراع هذه إتجهات سياسية منها البعث والقوميين العرب والإخوان المسلمين، إلا إن رفض السقاف للحزبية كنشاط سياسي جعله يمتنع عن الانضمام إلى أي منها حتى بعد أن أصبح للقوميين العرب واجهة سياسية هي (الحزب الاشتراكي) في المكلا، الذي عرض عليه الانضمام إليه كقيادي. ولهذا اختار الانضمام إلى تنظيم سياسي سري تحت مسمى: (الاتحاد الاشتراكي العربي) وهو الأول من نوعه كتنظيم سياسي في حضرموت وكان يضم نخبه من المثقفين من الرعيل الأول من خريجي الجامعات العربية وشباب الضباط في الشرطة والجيش الذين درسوا في الخارج وبعض المدرسين بالإضافة إلى خلايا من العامة.و قد كان السقاف لصغر سنه كشاب ولوضع أسرته الاجتماعي الأنشط بين أعضاء المكتب السياسي للتنظيم.

## قسم الصحافة بآداب القاهرة
التحق حمزة السقاف بقسم الصحافة التابع لكلية الآداب بجامعة القاهرة، وكان من زملائه الأستاذ عبد الله حسن رئيس تحرير ومجلس إدارة وكالة أنباء الشرق الأوسط المصرية الاسبق، وتدرب خلال السنوات الأربع في عدد من الجرائد والمجلات مثل: «أخبار اليوم» و«الأخبار» و«آخر ساعة» حيث كان موسى صبري من أساتذته. كما عمل في «دار الهلال» قرابة عام كامل مع الأستاذ فوميل لبيب رئيس تحرير المصور، وعمل في «دار المعارف» لفترة وتدرج في مختلف الأقسام من مندوب أخبار إلى التحقيقات الصحفية إلى جانب عمله في الإذاعة.

## الاحتراف
انتهت مهمة حمزة السقاف في العمل الإذاعي مع «صوت العرب» عام 1972م، وبناء على نصيحة الأستاذ سعد زغلول نصار، مدير «صوت العرب» انتقل حمزة السقاف إلى ليبيا وعمل مع زملاء مصريين من ضمنهم الأستاذ أمين بسيوني والأستاذ محمد أبو الفتوح والأستاذ حسني الحديدي والأستاذ محمد عبد الحكم دياب.
عمل السقاف معلقاً ومحللاً سياسياً ومحرر أخبار في ليبيا حتى عام 1982م، منها ست سنوات رئيساً لقسم الشؤون السياسية في الإذاعة والتلفزيون الليبي، ورئيساً لبعض الوقت للقسم السياسي بوكالة الأنباء الليبية وكان السقاف هو الوحيد من غير الليبيين الذي تولى تلك المناصب خلال تلك الفترة التي توترت فيها علاقات ليبيا الخارجية.
كما كانت علاقة السقاف مع نظام الحكم في اليمن الجنوبي متوترة منذ مغادرته للبلادحيث كان يحسب على الأجنحة المعارضة المستقلة، ففضل في عام 1982 الحصول على جنسية اليمن الشمالي (الجمهورية العربية اليمنية).
بعد مغادرة السقاف ليبيا تلقى عروضاً من دول مختلفة للعمل بها وكانت أكثر العروض إلحاحاً من مصر والسعودية على وجه الخصوص.
فأختار المملكة العربية السعودية وعمل في إذاعة البرنامج الثاني بجدة والبرنامج العام بالرياض منذ سنة 1982 وحتى 1996.
خلال الفترة من 1996 وحتى 2013 عمل خبيراً إعلامياً مستقلاً متعاوناً مع إذاعة المملكة العربية السعودية.
بعد رحلة طويلة في عالم الصحافة استغرقت أكثر من 50 عاماً اعتزل السقاف العمل الاعلامي وتقاعد مع بداية سبتمبر 2013 ويعيش حالياً في القاهرة.